# Helga Adolph
Helga Adolph (1950) è un'ex cestista tedesca.

## Carriera
Con la Germania Ovest ha disputato i Campionati europei del 1974.